# Tres (Gorki)
Tres (en rus Трое) és una novel·la de 1901 de Maksim Gorki. La trama tracta d'Ilya Lunyev, un noi d'un barri marginal, que entra al voltant de la classe mitjana només per desil·lusionar-se i trobar la mateixa corrupció moral.